# Pra Frente, Brasil
Pra Frente, Brasil é um filme brasileiro de 1982, dos gêneros drama e ficção histórica, dirigido e escrito por Roberto Farias, baseado em argumento de Reginaldo Faria e Paulo Mendonça. Estrelado por Reginaldo Faria, Antônio Fagundes, Natália do Valle e Elizabeth Savalla, Pra Frente, Brasil foi um dos primeiros filmes a retratar a repressão da ditadura militar brasileira (1964–1985) de forma aberta. Em novembro de 2015 o filme entrou na lista feita pela da Associação Brasileira de Críticos de Cinema (Abraccine) dos 100 melhores filmes brasileiros de todos os tempos.

## Sinopse
Em 1970, na época dos anos de chumbo e do milagre econômico, o Brasil vibra com a Seleção Brasileira de Futebol na Copa do Mundo sediada no México. Enquanto isso, militantes e terroristas são torturados por agentes da repressão oficial.
Jofre Godoi da Fonseca é um pacato trabalhador de classe média, casado com Marta, com quem tem dois filhos. Miguel, seu irmão, goza dos mesmos privilégios que ele, apesar de amar Mariana, uma guerrilheira de esquerda. Quando Jofre divide um táxi com um militante de esquerda, é tido como "subversivo" pelos órgãos de repressão. É preso e submetido a inúmeras sessões de tortura.
Miguel e Marta tentam encontrá-lo através dos meios legais, mas se deparam com a relutância da polícia em investigar o desaparecimento. Com o telefone grampeado, Miguel recebe Mariana em casa, ferida após um fracassado assalto a banco. É quando ele fica sabendo da atuação de um grupo de repressão política patrocinado por empresários.
Enquanto isso, Jofre consegue fugir de seu cativeiro, mas é alcançado pela Veraneio de seus algozes, que assistiam à cena escondidos. Barreto, o chefe dos torturadores sai do veículo e vai pessoalmente verificar o estrago que seus homens haviam feito em Jofre. Cumprido o dever, retornam ao cativeiro onde, não se sabe se ele morreu ou ficou desaparecido pois não fica explícito o que aconteceu, ao som dos gols do jogo Brasil versus Itália e da marchinha do tricampeonato, "Pra frente, Brasil".

## Elenco
- Reginaldo Faria .... Jofre
- Antônio Fagundes ....  Miguel
- Natália do Valle .... Marta
- Elizabeth Savalla ....  Mariana
- Carlos Zara .... Dr. Barreto
- Cláudio Marzo .... Sarmento
- Neuza Amaral
- Paulo Porto
- Ivan Cândido
- Flávio Migliaccio
- Milton Moraes
- Luiz Armando Queiroz
- Irma Álvarez
- Lui Farias
- Maurício Farias

## Contexto histórico
O filme retrata o auge da repressão a opositores durante a ditadura militar brasileira, no governo de Emílio Garrastazu Médici. Indicadores econômicos favoráveis, durante o chamado "milagre econômico", divulgados por uma mídia completamente censurada, maquiavam o aumento da concentração de renda e da pobreza, instaurando no país um sentimento extremamente ufanista, que atingiu seu auge com a conquista do terceiro título da Copa do Mundo de Futebol pela Seleção Brasileira no México. O título do filme é uma referência à canção de mesmo nome, escolhida pelo regime para representar o país no Mundial de 1970.
Conforme Élio Gaspari relatou em seu livro A Ditadura Escancarada, trata-se de um período paradoxal da História do Brasil: "o milagre brasileiro e os anos de chumbo foram simultâneos. Ambos reais, co-existiam negando-se. Passados mais de trinta anos, continuam negando-se. Quem acha que houve um, não acredita (ou não gosta de admitir) que houve o outro".

## Produção

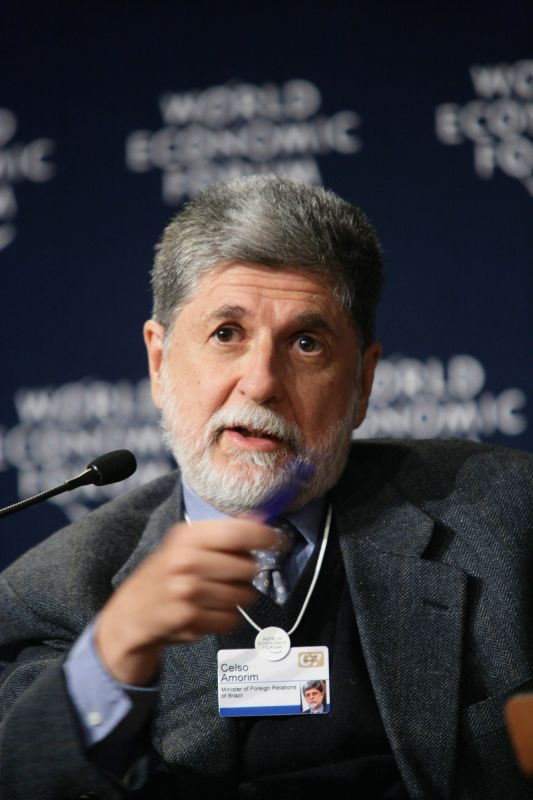
Celso Amorim foi obrigado a se demitir da presidência da Embrafilme por ter aprovado o financiamento do filme.

Pra Frente, Brasil foi inicialmente censurado pelo regime, apesar de seu diretor, Roberto Farias, ter sido presidente da Embrafilme no auge da ditadura, e o país estar à época em plena redemocratização. A censora do regime, Solange Maria Teixeira Hernandes, afirmava haver "excessos de liberdade no cinema e no teatro" na época em que o filme foi lançado. O filme posteriormente acabou sendo liberado pela justiça e estreou, em versão sem cortes, em 14 de fevereiro de 1983 nos cinemas brasileiros. À época presidente da Embrafilme, Celso Amorim viu-se obrigado a abandonar o cargo da estatal em abril de 1982 por ter aprovado o financiamento público para a produção. A proibição inicial ao filme baseou-se na alínea D do artigo 41 da Lei 20.943, de 1946, que previa "interdição quando a obra for capaz de provocar incitamento contra o regime vigente, a ordem pública, as autoridades e seus agentes".
Reza a lenda que Pra Frente, Brasil teria sido inspirado em um acontecimento real, vivido pelo protagonista Reginaldo Faria. Certo dia, ao cochichar de brincadeira que "portava uma arma" para uma mulher na fila do aeroporto do Galeão, o ator teria sido levado para a sala de interrogatório. Do susto, nasceu o argumento "Sala Escura", transformado pelo irmão Roberto no roteiro do longa. A história do filme, entretanto, é similar a do filme erótico E agora, José?, clássico do chamado "cinema boca do lixo" estrelado por Arlindo Barreto e lançado três anos antes.
O ator Carlos Zara inicialmente recusou o papel do torturador Barreto por ter tido seu irmão, Ricardo Zaratini, preso e torturado em 1969. Outro paralelo que o filme faz com a realidade diz respeito ao assassinato do empresário vivido por Paulo Porto, uma referência ao fuzilamento, em 1971, de Henning Albert Boilesen, industrial acusado de patrocinar a Operação Bandeirantes.

## Análise
Pra Frente, Brasil foi lançado no mesmo ano que Missing - O Desaparecido, de Costa-Gavras, que por sua vez denuncia as violações aos direitos humanos praticadas pela ditadura do general Augusto Pinochet no Chile, e, por esta razão, foi muito comparado ao cinema político de Gavras. Farias recusou tais comparações em entrevista à Veja de 16 de fevereiro de 1983, dizendo que Gavras lhe parecia um "cafetão das esquerdas", por morar em Paris e tratar de realidades distantes à sua.
Há quem defenda que o filme "inocenta os militares" que praticaram violações aos direitos humanos no regime, por mostrar os torturadores como integrantes de grupos à margem do Estado, financiados por empresários. Outros, por outro lado, defendem que "contornar o enfrentamento" foi a "saída inteligente para dizer o que precisava ser dito".

## Principais prêmios e indicações
De acordo com o site Internet Movie Database, o filme Pra Frente, Brasil recebeu cinco importantes prêmios em festivais de todo o mundo. Os dois primeiros foram os de melhor filme e edição no Festival de Gramado de 1982, seguidos pelos prêmios de Ofício Católico do Cinema e da Associação dos Cinemas de Arte da Europa no Festival de Berlim do ano seguinte. O filme também recebeu a Margarida de Prata da Conferência Nacional dos Bispos do Brasil, além de ter sido indicado ao Urso de Ouro em Berlim.